# 韦尔斯附近塔尔海姆
韦尔斯附近塔尔海姆是奥地利上奥地利州韦尔斯兰县的一个市镇。总面积16平方公里，总人口5332人，人口密度333.3人/平方公里（2005年）。